# Blutdollar

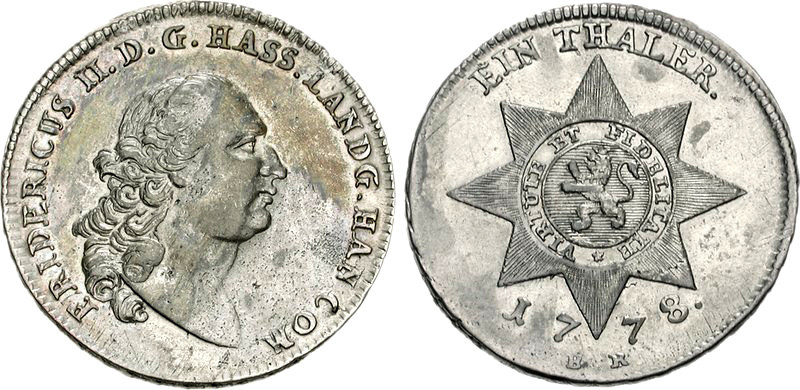
Un Blutdollar del 1778

Il cosiddetto Blutdollar (in italiano tallero del sangue), fu un particolare tipo di tallero coniato nel langraviato d'Assia-Kassel all'epoca del regno del langravio Federico II (1760-1785), e precisamente negli anni 1776, 1778 e 1779. Il tallero venne chiamato anche Blood Dollar nelle colonie britanniche sulla costa orientale del Nord America perché si credeva che esso fosse usato per pagare i soldati che il landgravio aveva concesso in affitto alla Gran Bretagna per sostenerla negli sforzi bellici contro i rivoluzionari nordamericani. Secondo un'altra interpretazione del nome, invece, il esso faceva riferimento al fatto che Federico II avesse usato il "denaro insanguinato" ricevuto dalla Gran Bretagna come prezzo dovuto all'affitto dei suoi soldati.
Il termine Sterntaler ("tallero della stella") venne invece utilizzato perlopiù in area tedesca in riferimento alla grande stella presente sul retro della moneta, simbolo dell'Ordine del Leone d'oro istituito da Federico II nel 1770.

## Il contesto storico

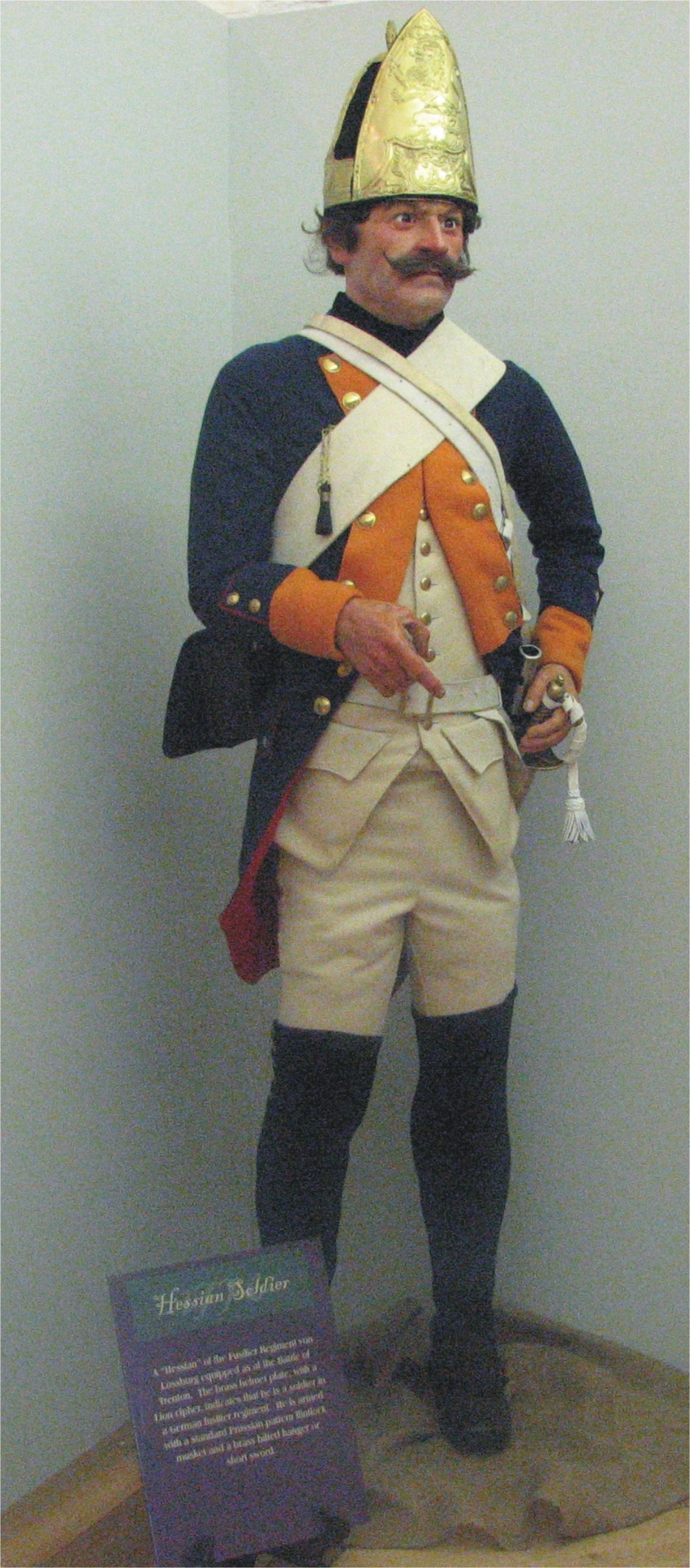
Uniforme da fuciliere assiano sul modello impiegato per i soldati concessi dietro pagamento alla Gran Bretagna per combattere durante la guerra d'indipendenza americana in Nord America

Il fatto che il Blutdollar fosse la moneta utilizzata in America per pagare i soldati assiani che prestavano servizio localmente come mercenari, è oggi relegato al campo delle leggende. Il salario dei soldati impiegati ed affittati all'Assia, infatti, era sborsato direttamente dalla corona britannica e pagato col denaro delle casse inglesi e le monete di questo tipo che pure si diffusero in Nord America in questo periodo, provenivano perlopiù dalle paghe ricevute dai mercenari dal governo assiano quando erano stati reclutati. L'argento utilizzato per coniare questi talleri proveniva infatti dalle miniere nei pressi di Frankenberg an der Eder.
Questi stessi talleri vennero tra l'altro utilizzati per risarcire le famiglie dei soldati mercenari che fossero morti o fossero rimasti feriti nel corso della guerra d'indipendenza americana.
Il gusto macabro e le storie circolanti attorno a queste monete, ad ogni modo, le fecero circondare da un'aura di mistero e di maledizione assieme già all'epoca della loro diffusione, al punto che i fratelli Grimm intitolarono una delle loro fiabe, Die Sterntaler, appunto a questa moneta. Come si può notare, ad ogni modo, il riferimento anche in questo caso era al disegno sul retro della moneta e non al presunto sangue versato sulle monete.
In particolare durante la guerra d'indipendenza americana, Federico II d'Assia-Kassel fece molta fortuna con l'affitto dei propri soldati all'Inghilterra, raggiungendo somme considerevoli che fecero di lui, in breve tempo, uno dei principi più ricchi d'Europa. Durante il conflitto, egli giunse a raccogliere 13.472 uomini da inviare sul fronte nordamericano, ricavandone dalla Corona britannica finanziamenti per 450.000 corone (quasi 22.000.000 di talleri). Per ragioni di pubblicità personale e della propria attività, le corone inglesi non venivano utilizzate direttamente per pagare i soldati assiani impiegati, ma il governo di Federico II preferiva coniare monete apposite per pagare i propri mercenari, i cosiddetti Blutdollar appunto.
A livello numismatico, dunque, la moneta non differiva dai talleri ordinariamente in circolazione nella medesima epoca in Assia come nel resto del Sacro Romano Impero, ma essi esistevano come moneta di semplificazione per questo specifico pagamento.

## Descrizione
Il tallero detto Blutdollar era una moneta d'argento del peso di 23,83 grammi, con diametro di 35 millimetri.
Sul fronte della moneta si trova il volto di Federico II d'Assia-Kassel di profilo con attorno la seguente iscrizione latina: FRIDERICUS II. D(ei). G(ratia). HASS(iae). LANDG(ravius). HAN(au). COM.(es) (trad. Federico II per Grazia di Dio, Langravio dell'Assia, Conte di Hanau)
Il retro della moneta presenta la stella dell'Ordine del Leone d'Oro circondata dal motto VIRTUTE ET FIDELITATE (coraggio e lealtà). Sopra di esso è l'indicazione del valore EIN THALER e l'anno di coniazione. Il marchio della zecca è indicato con le lettere BR, quello del maestro di zecca Balthasar Reinhard della zecca di Kassel.